# Gina Wild
Pour les articles homonymes, voir Wild.
Michaela Jänke, épouse Michaela Schaffrath, dite Gina Wild, est née le 6 décembre 1970 à Eschweiler, Allemagne. Infirmière de formation, elle est devenue actrice de films pornographiques, mannequin de charme puis actrice de la télévision à partir de 2001.

## Biographie
Michaela Jänke travaille neuf ans en tant qu'infirmière, métier qu'elle abandonne en raison des horaires exténuants.
En 2003, après avoir été reconnue par un admirateur, elle admet avoir travaillé dans un lupanar pour satisfaire son addiction au sexe plutôt que pour gagner de l'argent. Elle fréquente les soirées échangistes avec son mari Axel Schaffrath et pose nue pour des magazines de charme.
Le 1er février 2005, après quinze ans de vie commune, Gina annonce qu'elle se sépare de son mari. Axel reste cependant son manager. Il gère les intérêts de Gina en tant qu'actrice du X et s'occupe aussi de sa carrière d'actrice à la télévision.
Depuis 2009 elle partage son temps entre Francfort et Hambourg.

## Carrière
Michaela est découverte par le producteur de films pornographiques Harry S. Morgan dans les pages de Coupé, un best seller de la presse pornographique en Allemagne. Il lui propose de se lancer dans le porno. En seulement sept films elle acquiert une grande notoriété sous le pseudonyme de Gina Wild. Gina déclare apprécier le « bukkake » quand elle participe à un gang bang au milieu de plusieurs partenaires[réf. nécessaire].
En 2000, elle annonce son retrait de l'industrie du X et s'essaie à la filmographie traditionnelle à partir de 2001. Elle se sert de sa notoriété et tourne ainsi dans des téléfilms comme TV total, In aller Freundschaft et Wer wird Millionär?.
En 2001, elle publie son autobiographie sous le titre Ich, Gina Wild (Moi, Gina Wild).
En 2005, elle met en vente les droits sur Gina Wild, son nom d'emprunt à la scène, pour tirer un trait sur son passé dans la pornographie.

## Filmographie
- Kunstfehler (2006)
- Schöne Männer hat man nie für sich allein (2004)
- Crazy Race 2 - Warum die Mauer wirklich fiel (2004)
- Clever! - Die Show, die Wissen schafft" (2004)
- Wahre Liebe (2004)
- Apprentass (2004)
- Taff (2003)
- Anal Kommando (2004)
- TV Total (2003)
- Sex Up - Jungs haben's auch nicht leicht (2003)
- Gina Wild - 150 Minuten Special 2 (2002)
- Gina Wild - 150 Minuten Special  (2002)
- Nachtreise (2002)
- Nick Knatterton - Der Film (2002)
- Tatort - Der dunkle Fleck (2002)
- Geliebte Diebin (2002)
- Sperling und der stumme Schrei (2002)
- Déjà vu (2001)
- Gina Wild - Jetzt wird es schmutzig 6 - Im Rausch des Orgasmus (2001)
- Joker: In der Hitze der Nacht (2001)
- Gina Wild - Jetzt wird es schmutzig 5 - Ich will euch alle (2000)
- Teeny Exzesse 59: Kerle, Fötzchen, Sensationen. Jahrmarkt der Perversionen (2000)
- The very Best of Gina Wild (2000)
- Der tote Taucher im Wald (2000)
- Gina Wild - Jetzt wird es schmutzig 4 - Durchgefickt (1999)
- Gina Wild - Jetzt wird es schmutzig 3 - Orgasmus pur (1999)
- Gina Wild - Jetzt wird es schmutzig 2 - Ich will kommen (1999)
- Gina Wild - Jetzt wird es schmutzig (1999)
- Joker 1: Die Sperma Klinik (1999)
- Maximum Perversum - Junge Fotzen, hart gedehnt (1999) (le premier film où elle apparait avec ses implants mammaires et ses cheveux blonds)
- Gang Bang, Sperma ohne Ende (1998)
- Bizarre Nachbarn 1
- Amateure zum ersten Mal gefilmt 2 (1995)

## Récompenses
- Venus Awards du meilleur espoir féminin allemand 1999[4]
- Venus Awards de la meilleure actrice allemande en 2000[4]